# Толпар
Хоккейный клуб «Толпа́р» (баш. «Толпа́р» хоккей клубы) — молодёжная команда по хоккею с шайбой из города Уфа, выступающая в Молодёжной хоккейной лиге. Трехкратный бронзовый призёр МХЛ (2009/2010, 2010/2011, 2020/2021), победитель регулярного первенства МХЛ (2010/2011), серебряный призёр Кубка мира среди молодежных клубных команд 2014. Является молодёжной командой клуба «Салават Юлаев» .

## Команда

### История
Название молодёжного клуба не должно совпадать с названием клуба КХЛ — это одно из главных условий организаторов МХЛ. Поэтому прежнее название молодёжной команды ХК Салават Юлаев — «Салават Юлаев 2» пришлось менять. Последним сроком подачи названия было 1 июля 2009 года. Вариантов для названия «молодёжки» было несколько. Особой популярностью у болельщиков пользовались «Акбузат», «Башкирские пчёлы», «Толпар». Руководство клуба остановилось на названии «Тулпар».

### Лучшие бомбардиры команды
- 2009/10 — Егор Дубровский — 53 (17+38)
- 2010/11 — Кирилл Полозов — 77 (32+45)
- 2011/12 — Артём Гареев — 82 (28+54)
- 2012/13 — Тимур Макаров — 55 (18+37)
- 2013/14 — Алексей Митрофанов — 92 (40+52)
- 2014/15 — Степан Хрипунов — 60 (21+39)
- 2015/16 — Кирилл Шмурыгин — 43 (24+19)
- 2016/17 — Руслан Гайсин — 53 (14+39)
- 2017/18 — Максим Аскаров — 53 (17+36)
- 2018/19 — Антон Пачин — 38 (9+29)
- 2019/20 — Андрей Кузнецов — 54 (20+34)
- 2020/21 — Александр Пашин — 45 (19+26)
- 2021/22 — Павел Дергунов — 63 (23+40)
- 2022/23 — Филипп Пермяков — 43 (15+28)

### Старшие тренеры
- Александр Владимирович Семак (2008—2013)
- Венер Расихович Сафин (2013—2015)
- Сулейманов, Руслан Мухаметханафович (май 2015 — сентябрь 2015)
- Гареев, Алик Амирханович (октябрь 2015 — июнь 2016)
- Константин Александрович Полозов (июнь 2016 — май 2017)
- Гареев, Алик Амирханович (май 2017 — июль 2021)
- Лев Сергеевич Бердичевский (июль 2021 — июль 2022)
- Владимир Владимирович Потапов (июль 2022 — июль 2024)
- Евгений Валерьевич Есаулов (июль 2024 — н. в.)

### Тренерский штаб
- Старший тренер: Потапов Владимир Владимирович
- Тренер: Муфтиев, Раиль Мнавирович
- Тренер: Обуховский Олег Валерьевич
- Тренер вратарей: Буторин Анатолий Геннадьевич

## Участники Кубка Вызова МХЛ
- 2010 — Владимир Сохатский В, Михаил Григорьев З, Егор Дубровский Н, Виталий Каменев Н
- 2011 — Рафаэль Хакимов В, Артём Гареев Н, Кирилл Полозов Н, Сергей Емелин Н
- 2012 — Ильдар Исангулов З, Артём Гареев Н
- 2013 — Булат Хамматов Н
- 2014 — Валерий Поляков Н, Алексей Митрофанов Н
- 2015 — Руслан Ибатуллин З
- 2016 — Руслан Петрищев З, Андрей Банников З, Степан Хрипунов Н
- 2017 — Никита Циркуль В, Кирилл Цулыгин З
- 2018 — Ильдар Абдеев З
- 2019 — Никита Анохин З, Антон Пачин Н
- 2020 — Дмитрий Брагинский В, Данил Аймурзин Н
- 2022 — Семён Вязовой В, Динис Кадыров З

## Стадион
Домашняя площадка — Дворец спорта «Салават Юлаев»
- Вместимость — 3 500 чел.
- Адрес: 450083, г. Уфа, ул. Р. Зорге, 41

В сезоне 2009—2010 домашние матчи Толпар проводил на льду Уфа-Арены
- Вместимость — 8 522 чел.
- Адрес: 450006, г. Уфа, ул. Ленина, 114

## Достижения клуба
- Бронзовый призёр чемпионата МХЛ 2009/2010ˌ 2010/2011, 2020/2021
- Второе место по итогам регулярного чемпионата МХЛ 2009/2010 в зоне «Восток»
- Победитель регулярного чемпионата МХЛ в сезоне 2010/2011
- Серебряный призёр Кубка мира среди молодежных клубных команд 2014
- Третье место по итогам регулярного чемпионата МХЛ 2015/2016, 2018/2019 в конференции «Восток»

## Статистика выступлений

### Регулярное первенство Молодёжной хоккейной лиги
| Сезон     | Место | И  | В  | ВО | ВБ | ПО | ПБ | П  | ЗШ  | ПШ  | ±Ш   | О   | %О   |
| --------- | ----- | -- | -- | -- | -- | -- | -- | -- | --- | --- | ---- | --- | ---- |
| 2009-2010 | 2     | 54 | 34 | 5  | 0  | 1  | 0  | 14 | 221 | 131 | +80  | 113 | 69.7 |
| 2010-2011 | 1     | 53 | 37 | 0  | 1  | 2  | 6  | 7  | 222 | 106 | +116 | 121 | 76.1 |
| 2011-2012 | 5     | 60 | 33 | 5  | 2  | 0  | 3  | 17 | 218 | 160 | +58  | 116 | 64.4 |
| 2012-2013 | 13    | 60 | 29 | 0  | 4  | 2  | 4  | 21 | 216 | 176 | +40  | 101 | 56.1 |
| 2013-2014 | 8     | 56 | 35 | 1  | 1  | 1  | 3  | 15 | 229 | 159 | +70  | 113 | 67.3 |
| 2014-2015 | 7     | 54 | 29 | 5  | 2  | 4  | 2  | 16 | 211 | 162 | +49  | 99  | 61.1 |
| 2015-2016 | 5     | 44 | 25 | 3  | 0  | 3  | 4  | 9  | 145 | 106 | +39  | 88  | 66.7 |
| 2016-2017 | 18    | 60 | 29 | 2  | 0  | 3  | 5  | 21 | 189 | 162 | +27  | 99  | 55.0 |
| 2017-2018 | 11    | 60 | 32 | 1  | 3  | 4  | 2  | 18 | 182 | 131 | +51  | 110 | 61.1 |
| 2018-2019 | 7     | 60 | 36 | 2  | 1  | 3  | 3  | 15 | 194 | 115 | +79  | 84  | 66.7 |
| 2019-2020 | 1     | 64 | 44 | 1  | 2  | 3  | 5  | 9  | 266 | 127 | +139 | 102 | 73.4 |

Примечание: М — место, И — количество игр, В — выигрыши в основное время, ВО — выигрыши в овертайме, ВБ — выигрыши по буллитам, Н — ничьи, ПО — проигрыши в овертайме, ПБ — проигрыши по буллитам, П — проигрыши в основное время, ЗШ — забито шайб, ПШ — пропущено шайб, ±Ш — разница шайб, О — очки, %О — процент от возможного количества набранных очков.

### Плей-офф чемпионата Молодёжной хоккейной лиги
- Сезон 2009—2010

1/8 финала: «Толпар» — «Алмаз» Череповец 3-0 (5:3, 2:1, 3:2)
1/4 финала: «Толпар» — «Омские ястребы» Омск 3-0 (2:1, 3:2, 4:3от)
1/2 финала: «Толпар» — «Кузнецкие медведи» Новокузнецк 2-3 (2:1от, 1:2Б, 3:1, 2:4, 1:6)
Серия за третье место (до 2-х побед): «Толпар» — «Белые Медведи» Челябинск 2-0 (4:2, 5:2)
- Сезон 2010—2011

1/8 финала: «Толпар» — «Белые медведи» Челябинск 3-2 (4:2, 2:3, 6:4, 3:4, 3:0)
1/4 финала: «Толпар» — «Белые тигры» Оренбург 3-0 (3:2, 5:3, 6:5 от)
1/2 финала: «Толпар» — «Стальные лисы» Магнитогорск 2-3 (3:0, 2:3Б, 3:6, 3:2, 5:6от)
Серия за третье место (до 2-х побед): «Толпар» — «Химик» Воскресенск 2-0 (6:4, 3:2)
- Сезон 2011—2012

1/8 финала: «Толпар» — «Кузнецкие медведи» Новокузнецк 0-3 (3:6, 0:3, 1:2)
- Сезон 2012—2013

1/8 финала: «Толпар» — «Стальные лисы» Магнитогорск 3-0 (2:5, 3:2от, 3:2)
1/4 финала: «Толпар» — «Омские ястребы» Омск 0-3 (1:2Б, 2:5, 1:3)
- Сезон 2013—2014

1/8 финала: «Толпар» — «Авто» Екатеринбург 3-0 (7:6от, 2:1, 4:3от)
1/4 финала: «Толпар» — «Мамонты Югры» Ханты-Мансийск 2-3 (1:4, 2:3от, 4:2, 5:4от, 2:3от)
- Сезон 2014—2015

1/8 финала: «Толпар» — «Ладья» Тольятти 3-1 (3:6, 6:2, 6:4, 6:4)
1/4 финала: «Толпар» — «Мамонты Югры» Ханты-Мансийск 3-1 (4:3, 4:1, 3:4, 4:3)
1/2 финала: «Толпар» — «Чайка» Нижний Новгород 0-3 (0:1, 2:3б, 1:3)
- Сезон 2015—2016

1/8 финала: «Толпар» — «Снежные барсы» Астана 0-3 (4:5от, 1:2, 2:3)
- Сезон 2017—2018

1/8 финала: «Толпар» — «Авто» Екатеринбург 0-3 (0:3, 1:3, 0:2)
- Сезон 2018—2019

1/8 финала: «Толпар» — «Реактор» Нижнекамск 3-1 (0:2, 1:0, 2:1, 3:2от)
1/4 финала: «Толпар» — «Авто» Екатеринбург 1-3 (3:0, 0:1б, 1:2, 3:4от)
- Сезон 2019—2020

1/8 финала: «Толпар» — «Стальные лисы» Магнитогорск 3-2 (1:3, 3:2б, 2:4, 2:1, 5:1)
- Сезон 2020—2021

1/8 финала: «Толпар» — «Мамонты Югры» Ханты-Мансийск 3-1 (3:2, 7:3, 2:3, 5:4от)
1/4 финала: «Толпар» — «Чайка» Нижний Новгород 3-1 (4:1, 2:8, 3:1, 2:1)
1/2 финала: «Толпар» — МХК «Динамо» Москва 0-3 (1:4, 3:4Б, 2:3от)
- Сезон 2021—2022

1/8 финала: «Толпар» — «Ирбис» Казань 1-3 (5:3, 0:1Б, 1:4, 2:7)

## Факты
- В субботу 27 марта 2010 года вторую игру четвертьфинальной серии между «Толпаром» и «Омскими ястребами» посетило почти 8500 зрителей.[3]
- Является самым посещаемым клубом МХЛ по итогам сезона 2009/2010 (на матчах Толпара побывало 87 000 зрителей — это абсолютный рекорд МХЛ на сегодняшний день).[4]
- Матч между «Толпаром» и «Авто» стал самым длинным в истории МХЛ. Четвертый матч серии 1/4 финала плей-офф Кубка Харламова сезона 2018/2019 между уфимским «Толпаром» и «Авто» из Екатеринбурга продолжался в общей сложности 122 минуты 54 секунды.